# Sigurd Kander
Gustaf Sigurd Vilhelm Kander (Estocolmo, 29 de janeiro de 1890 — 30 de abril de 1980) foi um velejador sueco, medalhista olímpico. Ele competiu nos Jogos Olímpicos de Verão de 1912 na classe 12 Metre e conquistou a medalha de prata na disputa a bordo do Erna Signe com Nils Persson, Per Bergman, Dick Bergström, Kurt Bergström, Hugo Clason, Folke Johnson, Ivan Lamby, Erik Lindqvist e Hugo Sällström.